# Estação Várzea Paulista
A Estação Várzea Paulista é uma estação ferroviária pertencente à Linha 7–Rubi da CPTM e está localizada no município homônimo, parte da Região Metropolitana de Jundiaí.

## História
A estação Várzea foi inaugurada em 1 de julho de 1891, na área rural de Jundiaí, durante o primeiro período de modernização da ferrovia. O desenvolvimento daquela região permaneceu estagnado até 1923 quando a empresa química L. Queiroz & Cia adquire terras na cidade e implanta uma fábrica às margens da ferrovia e da pequena estação, trazendo novos moradores à localidade, conhecida por Várzea-distrito de Jundiaí. Em 1954, o distrito é brevemente renomeado para Secundino Veiga, assim como a estação. Nas décadas seguintes, Várzea Paulista é emancipada e a estação passa pela gestão federal e estadual.
Hoje a estação atende aos trens da CPTM com o nome de Várzea Paulista. Em novembro de 2011, no aniversário de 120 anos da criação da estação, o conjunto de edificações que a compõe foi tombado pelo Condephaat. A CPTM contratou um projeto de um novo prédio para a estação próximo ao atual, porém não há prazo para o início das obras, orçadas em R$ 40 milhões.

## Tabela
| Sigla | Estação         | Inauguração        | Integração               | Plataformas | Posição    | Notas                   |
| ----- | --------------- | ------------------ | ------------------------ | ----------- | ---------- | ----------------------- |
| VPL   | Várzea Paulista | 1 de julho de 1891 | Bilhete Único da SPTrans | Laterais    | Superfície | Estação original da SPR |